# Helmi Rajamaa
Helmi Rajamaa, född  Helmi Seppel 8 januari 1909  i Tallinn, Estland, död 27 juli 2005 i Stockholm, var en estnisk författare, poet och kulturpersonlighet. Under andra världskriget flydde hon från Estland genom Tyskland och bosatte sig i Sverige 1945. 

## Biografi
Helmi Rajamaa föddes i Tallinn. 1917 flyttade familjen till Kadaka en by nära Haapsalu. Hon började skolan i Haapsalu och genomförde senare även sina studier i pedagogik vid Läänemaa Lärarseminarium. 1929 blev hon lärare i Saanika skola, men snart flyttade hon vidare till Tartu. När den tyska armén drog sig tillbaka och Sovjetarmén närmade sig staden sensommaren 1944, flydde hon tillsammans med sin dotter till Tyskland. 1945 kom hon till Stockholm där hon kunde återförenas med sin make Herman Rajamaa.
I Sverige arbetade hon som kontorist. 1950 fick hon andra pris i bokförlaget Ortos romantävling med sin debutroman Varjutatud südamed (Hjärtat i skuggan); boken publicerades 1951. Romanen väckte polemik i exilestniska kretsar och inte bara i Sverige. Boken handlar om en kvinnas komplicerade livsöde under andra världskriget och hennes flykt till Sverige. Andra delen, Balsameeritud elu (Det balsamerade livet), kom ut 1956 och är en fortsättning av samma berättelse; den beskriver exilesternas liv i Stockholm. Hennes artiklar och dikter har publicerats i tidskriften Tulimuld och i estnisk dagspress. 1992 gav Rajamaa ut sin första diktsamling Mosaiik, och 1995 följde Sadestusi.
Rajamaa var medlem av Estniska Författarförbundet i Utlandet och Estniska Kultursamfundet.